# Volker Zimmermann
Volker Zimmermann (* 1968 in Düsseldorf) ist ein deutscher Historiker.

## Leben
Von 1988 bis 1994 absolvierte Zimmermann ein Studium der Neueren Geschichte, Osteuropäischen Geschichte und Politikwissenschaft an der Heinrich-Heine-Universität Düsseldorf. Nach einer mehrjährigen Tätigkeit als freier Journalist erfolgte 1998 die Promotion an der Universität Düsseldorf mit einer Dissertation über Die Sudetendeutschen im NS-Staat. Von 1998 bis 2000 arbeitete er als freier Mitarbeiter der Mahn- und Gedenkstätte Düsseldorf, danach war er bis 2006 als wissenschaftlicher Mitarbeiter/Assistent am Institut für Kultur und Geschichte der Deutschen im östlichen Europa der Heinrich-Heine-Universität Düsseldorf tätig. 2002 wurde er mit dem Heinz-Maier-Leibnitz-Preis ausgezeichnet. 2006 schloss er seine Habilitation an der Universität Düsseldorf mit einer Habilitationsschrift über die Beziehungen zwischen der SBZ/DDR und der Tschechoslowakei (1945–1969) ab. Danach lehrte er als Privatdozent für Neuere und Neueste sowie Osteuropäische Geschichte der Heinrich-Heine-Universität Düsseldorf (2007–2014), von 2006 bis 2010 als DAAD-Gastprofessor am Lehrstuhl für deutsche und österreichische Studien des Instituts für internationale Studien der Karls-Universität Prag. Seit 2010 ist er wissenschaftlicher Mitarbeiter am Collegium Carolinum und seit 2014 außerplanmäßiger Professor der Heinrich-Heine-Universität Düsseldorf.

## Schriften (Auswahl)
- NS-Täter vor Gericht. Düsseldorf und die Strafprozesse wegen nationalsozialistischer Gewaltverbrechen (= Juristische Zeitgeschichte Nordrhein-Westfalen. Bd. 10). Düsseldorf 2001.
- Die Sudetendeutschen im NS-Staat. Politik und Stimmung der Bevölkerung im Reichsgau Sudetenland (1938–1945). Klartext, Essen 2005, ISBN 978-3-884-74770-4.
- In Schutt und Asche. Das Ende des Zweiten Weltkrieges in Düsseldorf. Grupello, Düsseldorf 1995, ISBN 978-3-928-23428-3; 3. erg. Auflage 2006.
- Eine sozialistische Freundschaft im Wandel. Die Beziehungen zwischen der SBZ/DDR und der Tschechoslowakei (1945–1969). Klartext, Essen 2010, ISBN 978-3-837-50296-1.